# Feniks
 Ovo je glavno značenje pojma Feniks. Za druga značenja pogledajte Feniks (razdvojba).
Feniks je po egipatskoj mitologiji sveto mitološko biće koje je u obliku vatrene ptice. 
Govori se da živi 500, 1461 ili 12 594 godina (ovisi o izvoru). Feniks je ptica crveno-zlatne boje. 
Nakon kraja životnog kruga feniks izgori, a iz pepela nastane mladi feniks. Mladi feniks pepeo pretvori u jaje i šalje ga u grad Heliopolis (grčki Grad Sunca) u Egiptu. Zbog ovakvog pučkog vjerovanja, feniks je u ranome kršćanstvu postao simbolom uskrsnuća. U tom kontekstu ga navode papa Klement I. i Tertulijan. 
Govori se da se izliječi kad je ozlijeđen, a to dokazuje njegovu besmrtnost – simbol vatre.